# FC Tokyo
Der FC Tokyo (japanisch FC東京, Efu shī Tōkyō) ist ein japanischer Fußballverein mit der Präfektur Tokio als Heimatort, der seit dem Jahr 2012 in der höchsten Profiliga des Landes, der J1 League, spielt. Der Klub ist zugleich ein sehr alter und junger Verein: er wurde zwar erst 1998 aus dem damaligen Tokyo Gas FC gegründet und ist damit der jüngste J.-League-Klub, doch der Vorgängerverein datiert wiederum auf das Jahr 1935 zurück und ist somit älter als die meisten Konkurrenten.
Der „Verein“ ist eine 1998 aus dem Mutterunternehmen ausgegründete Aktiengesellschaft mit einem Umsatz von rund 3,4 Mrd. Yen (2008), die Tōkyō Football Club K.K. (東京フットボールクラブ株式会社, Tōkyō futtobōru kurabu kabushiki-gaisha, engl. Tokyo Football Club Co., Ltd.) mit Sitz in Kōtō. Die Aktien sind nicht börsennotiert, die wichtigsten der über 300 Eigentümer sind Tōkyō Gas und Tepco.

## Vereinsgeschichte

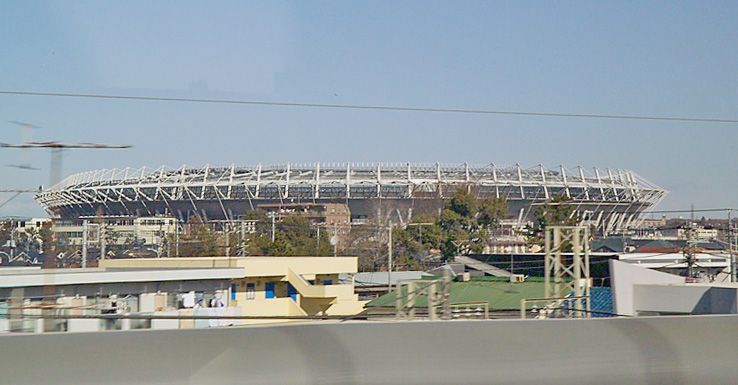
Das Heimstadion vom FC Tokyo, das Ajinomoto-Stadion

Der Verein, der ursprünglich als Werksmannschaft des Tokioter Gasversorgers Tokyo Gas gegründet wurde, spielte die meiste Zeit nur in der städtischen Metropolitan League und stieg erst 1986 in die regionale Kantō-Liga auf. Von da an legte die Mannschaft einen Aufstieg hin, der seinerseits nur durch den von Ōita Trinita übertroffen wird:
- Bereits fünf Jahre später, 1991, konnten sie das Finale der Regionalligen gewinnen und in die zweite Division der Japan Soccer League (JSL) aufsteigen.
- Im nächsten Jahr schon erfolgte der Aufstieg in die neu gegründete Japan Football League (JFL), die unterhalb der neu geschaffenen J. League etabliert wurde.
- 1997 sorgte Tokyo Gas erstmals landesweit für Aufsehen, als man im Kaiserpokal gleich drei Erstligisten ausschaltete und das Viertelfinale erreichte.
- Im folgenden Jahr gewann man die JFL und stieg in die neu geschaffene J. League Division 2 auf. In diesem Jahr erfolgte auch die Umbenennung in FC Tokyo.
- Wieder ein Jahr später, 1999, gelang auf Anhieb der Aufstieg in die höchste Spielklasse, die J. League Division 1. Außerdem schlug man im Yamazaki Nabisco Cup, dem japanischen Ligapokal, wieder drei Erstligisten und erreichte das Halbfinale.
- Dort überraschte man die Konkurrenz durch drei Siege zum Auftakt und einen siebten Platz in der Abschlusstabelle.
- 2003, der FC Tokyo hatte sich gerade erst in der Liga etabliert, gelang mit einem vierten Platz in der Jahrestabelle das bisher beste Resultat der Vereinsgeschichte.
- 2004 holte der FC mit dem Yamazaki Nabisco Cup (im Finale wurden die Urawa Red Diamonds im Elfmeterschießen bezwungen) den ersten bedeutenden nationalen Titel.

Der Verein, der sich das Ajinomoto-Stadion in der Stadt Chōfu mit dem Lokalrivalen Tokyo Verdy 1969 teilt, unterscheidet sich in seinem Erscheinungsbild deutlich von seinen Konkurrenten: Als einziges Team hat der FC Tokyo weder ein Maskottchen (die übrigen Vereine benutzen zumeist von Sony entworfene Figuren) noch ein europäisiertes Kunstwort in ihrem Namen. Dadurch gelang es ihnen, sich als ehrlicher, ungekünstelter Verein zu positionieren und eine große Fangemeinde im hart umkämpften Fußballmarkt des Großraums Tokyo aufzubauen.

## Erfolge

### National
- J1 League

Vizemeister: 2019
- J2 League

Meister: 2011  ▲
Vizemeister: 1999  ▲
- Japan Football League: 1998 (als Tokyo Gas FC)

- J. League Cup: 2004, 2009, 2020

- Emperor’s Cup: 2011

### International
- Copa Suruga Bank: 2010

## Stadion
Der Verein trägt seine Heimspiele im Ajinomoto-Stadion in Chōfu in der Präfektur Tokio aus. Das Stadion hat ein Fassungsvermögen von 49.970 Zuschauern. Eigentümerin der 2011 eröffneten Sportstätte ist die Präfektur Tokio. Betrieben wird das Stadion von K.K. Tōkyō Stadium. 

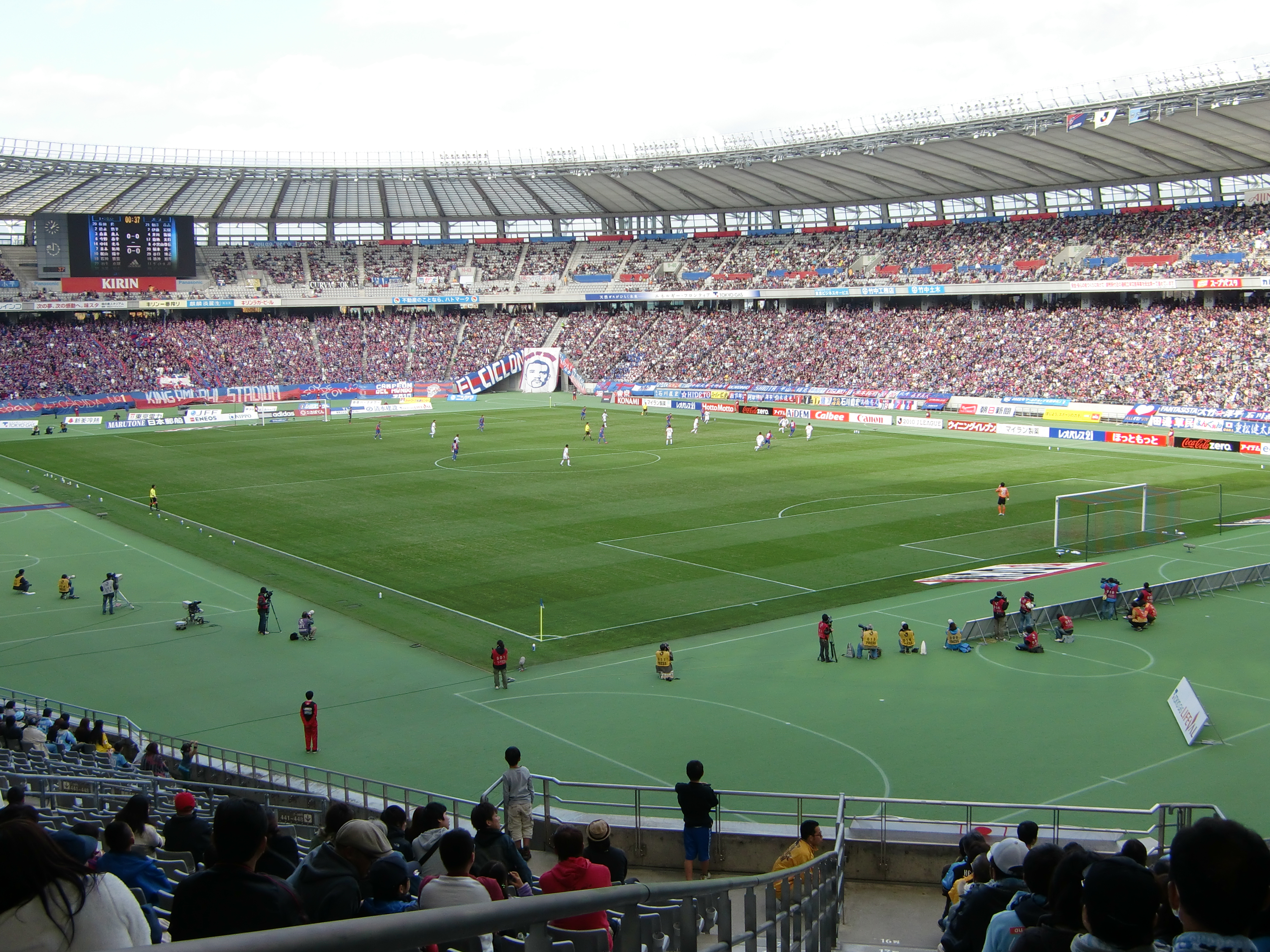
Ajinomoto-Stadion

Koordinaten: 35° 39′ 51″ N, 139° 31′ 37″ O

## Kader 2025
Stand: Juli 2025
| Nr. |           | Position | Name               |
| --- | --------- | -------- | ------------------ |
| 2   | Japan     | AB       | Sei Muroya         |
| 3   | Japan     | AB       | Masato Morishige   |
| 4   | Japan     | AB       | Yasuki Kimoto      |
| 5   | Japan     | AB       | Yuto Nagatomo      |
| 6   | Japan     | AB       | Kashif Bangnagande |
| 7   | Japan     | MF       | Soma Anzai         |
| 8   | Japan     | MF       | Takahiro Kō        |
| 10  | Japan     | MF       | Keigo Higashi      |
| 11  | Japan     | ST       | Tsuyoshi Ogashiwa  |
| 13  | Japan     | TW       | Go Hatano          |
| 14  | Japan     | ST       | Keita Yamashita    |
| 16  | Japan     | ST       | Kein Satō          |
| 17  | Japan     | MF       | Tsubasa Terayama   |
| 18  | Japan     | MF       | Kento Hashimoto    |
| 19  | Brasilien | ST       | Marcelo Ryan       |
| 22  | Japan     | MF       | Keita Endo         |
| 24  | Danemark  | AB       | Alexander Scholz   |
| 25  | Japan     | ST       | Tsuna Kominato     |
| 26  | Japan     | ST       | Motoki Nagakura    |
| 27  | Japan     | MF       | Kyōta Tokiwa       |

| Nr. |           | Position | Name               |
| --- | --------- | -------- | ------------------ |
| 28  | Japan     | ST       | Leon Nozawa        |
| 30  | Japan     | AB       | Teppei Oka         |
| 31  | Japan     | TW       | Masataka Kobayashi |
| 32  | Japan     | AB       | Kanta Doi          |
| 33  | Japan     | MF       | Kota Tawaratsumida |
| 36  | Japan     | MF       | Hisatoshi Nishido  |
| 37  | Japan     | MF       | Kei Koizumi        |
| 39  | Japan     | ST       | Teruhito Nakagawa  |
| 43  | Japan     | ST       | Rento Kajiyama     |
| 44  | Brasilien | AB       | Henrique Trevisan  |
| 47  | Japan     | AB       | Seiji Kimura       |
| 48  | Japan     | MF       | Yuta Arai          |
| 51  | Japan     | TW       | Matthew Watanabe   |
| 52  | Japan     | TW       | Keita Niibori      |
| 58  | Japan     | TW       | Wataru Goto        |
| 77  | Japan     | MF       | Maki Kitahara      |
| 81  | Korea Sud | TW       | Kim Seung-gyu      |
| 88  | Japan     | ST       | Taiyo Yamaguchi    |
| 98  | Brasilien | MF       | Everton Galdino    |
| 99  | Japan     | AB       | Kōsuke Shirai      |

## Trainerchronik
Stand: 9. Juli 2023
| Trainer                  | Nationalität       | von                | bis                |
| ------------------------ | ------------------ | ------------------ | ------------------ |
| Toshiaki Imai            | Japan              | 1. Februar 1993    | 31. Januar 1995    |
| Kiyoshi Ōkuma            | Japan              | 1. Februar 1995    | 31. Januar 2002    |
| Hiromi Hara              | Japan              | 1. Februar 2002    | 19. Dezember 2005  |
| Alexandre Gallo          | Brasilien          | 1. Februar 2006    | 14. August 2006    |
| Hisao Kuramata           | Japan              | 15. August 2006    | 6. Dezember 2006   |
| Hiromi Hara              | Japan              | 7. Dezember 2006   | 31. Januar 2008    |
| Hiroshi Jōfuku           | Japan              | 1. Februar 2008    | 19. September 2010 |
| Kiyoshi Ōkuma            | Japan              | 20. September 2010 | 31. Januar 2012    |
| Ranko Popović            | Serbien Österreich | 1. Februar 2012    | 31. Januar 2014    |
| Massimo Ficcadenti       | Italien            | 1. Februar 2014    | 31. Januar 2016    |
| Hiroshi Jōfuku           | Japan              | 1. Februar 2016    | 24. Juli 2016      |
| Yoshiyuki Shinoda        | Japan              | 26. Juli 2016      | 10. September 2017 |
| Takayoshi Amma           | Japan              | 11. September 2017 | 31. Januar 2018    |
| Kenta Hasegawa           | Japan              | 1. Februar 2018    | 7. November 2021   |
| Shinichi Morishita       | Japan              | 10. November 2021  | 31. Januar 2022    |
| Albert Puig              | Spanien            | 1. Februar 2022    | 14. Juni 2023      |
| Takayoshi Amma (Interim) | Japan              | 15. Juni 2023      | 19. Juni 2023      |
| Peter Cklamovski         | Australien         | 20. Juni 2023      | heute              |

## Saisonplatzierung
| Saison | Liga | Teams | Pos.  | Zusch./Sp. | J. League Cup  | Kaiserpokal   | AFC CL       |
| ------ | ---- | ----- | ----- | ---------- | -------------- | ------------- | ------------ |
| 1999   | J2   | 10    | 2. ▲  |            | Halbfinale     | 4. Runde      | —            |
| 2000   | J1   | 16    | 7.    |            | 2. Runde       | 3. Runde      | —            |
| 2001   | J1   | 16    | 8.    |            | 2. Runde       | 3. Runde      | —            |
| 2002   | J1   | 16    | 9.    |            | Viertelfinale  | 3. Runde      | —            |
| 2003   | J1   | 16    | 4.    |            | Viertelfinale  | 4. Runde      | —            |
| 2004   | J1   | 16    | 8.    |            | Sieger         | Viertelfinale | —            |
| 2005   | J1   | 18    | 10.   |            | Gruppenphase   | 5. Runde      | —            |
| 2006   | J1   | 18    | 13.   |            | Gruppenphase   | 5. Runde      | —            |
| 2007   | J1   | 18    | 12.   |            | Gruppenphase   | Viertelfinale | —            |
| 2008   | J1   | 18    | 6.    |            | Viertelfinale  | Halbfinale    | —            |
| 2009   | J1   | 18    | 5.    |            | Sieger         | 4. Runde      | —            |
| 2010   | J1   | 18    | 16. ▼ |            | Viertelfinale  | Halbfinale    | —            |
| 2011   | J2   | 20    | 1. ▲  |            | —              | Sieger        | —            |
| 2012   | J1   | 18    | 10.   |            | Halbfinale     | 2. Runde      | Achtelfinale |
| 2013   | J1   | 18    | 8.    |            | Gruppenphase   | Halbfinale    | —            |
| 2014   | J1   | 18    | 9.    |            | Gruppenphase   | Achtelfinale  | —            |
| 2015   | J1   | 18    | 4.    |            | Viertelfinale  | Viertelfinale | —            |
| 2016   | J1   | 18    | 9.    |            | Halbfinale     | Viertelfinale | Achtelfinale |
| 2017   | J1   | 18    | 13.   |            | Viertelfinale  | 2. Runde      | —            |
| 2018   | J1   | 18    | 6.    |            | Gruppenphase   | 4. Runde      | —            |
| 2019   | J1   | 18    | 2.    |            | Viertelfinale  | 3. Runde      | —            |
| 2020   | J1   | 18    | 6.    |            | Sieger         | —             | Achtelfinale |
| 2021   | J1   | 20    | 9.    |            | Halbfinale     | 2. Runde      | —            |
| 2022   | J1   | 18    | 6.    |            | Gruppenphase   | 3. Runde      | —            |
| 2023   | J1   | 18    | 11.   |            | Viertelfinale  | Achtelfinale  | —            |
| 2024   | J1   | 20    | 7.    | 33.225     | Play-off-Runde | 3. Runde      | —            |
| 2025   | J1   | 20    |       |            |                |               |              |

## Auszeichnungen

### Elf des Jahres
- Tuto (2000)
- Yoichi Doi (2004)
- Yuto Nagatomo (2009)
- Naohiro Ishikawa (2009)
- Masato Morishige (2013, 2015, 2016, 2019)
- Kōsuke Ōta (2014, 2015)
- Masato Morishige (2014)
- Yoshinori Muto (2014)
- Akihiro Hayashi (2019)
- Sei Muroya (2019)
- Kento Hashimoto (2019)
- Diego Oliveira (2019)
- Kensuke Nagai (2019)

## FC Tokyo U23
FC Tokyo U23 ist das Reserveteam vom FC Tokyo und spielt seit 2016 in der J3 League. Die Mannschaft kann nicht in die J2 League aufsteigen und es können in einem Spiel nur drei Spieler über 23 Jahre eingesetzt werden.
In der Saison 2020 nahm das Team nicht am Spielbetrieb der J3 teil. Zum Ende der Saison 2020 entschied die J.League, die Teilnahme von U23-Mannschaften an der J3 League einzustellen.

### Stadion
Der Verein trägt seine Heimspiele im Ajinomoto Field Nishigaoka im Stadtbezirk Kita in der japanischen Hauptstadt Tokio aus. Das Ajinomoto Field Nishigaoka hat ein Fassungsvermögen von 7137 Personen. Eigentümer der Sportanlage ist das Japan Sport Council.

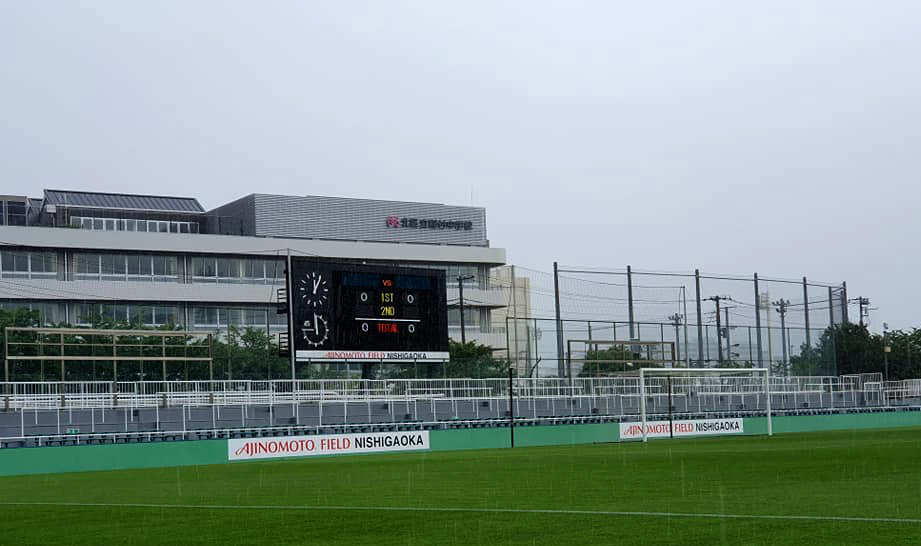
Ajinomoto Field Nishigaoka

Koordinaten Panasonic Stadium Suita: 35° 46′ 9″ N, 139° 42′ 28″ O

### Saisonplatzierung
| Saison | Liga | Teams                                                          | Pos.                                                           | Zuschauer                                                      |
| ------ | ---- | -------------------------------------------------------------- | -------------------------------------------------------------- | -------------------------------------------------------------- |
| 2016   | J3   | 16                                                             | 10.                                                            | 2797                                                           |
| 2017   | J3   | 17                                                             | 11.                                                            | 1933                                                           |
| 2018   | J3   | 17                                                             | 14.                                                            | 1723                                                           |
| 2019   | J3   | 18                                                             | 16.                                                            | 1276                                                           |
| 2020   | J3   | wegen der COVID-19-Pandemie wurde die Mannschaft zurückgezogen | wegen der COVID-19-Pandemie wurde die Mannschaft zurückgezogen | wegen der COVID-19-Pandemie wurde die Mannschaft zurückgezogen |

### Trainerchronik
| Trainer          | Nationalität | von             | bis             |
| ---------------- | ------------ | --------------- | --------------- |
| Takayoshi Amma   | Japan        | 1. Februar 2016 | 25. Juli 2016   |
| Tadashi Nakamura | Japan        | 26. Juli 2016   | 31. Januar 2018 |
| Takayoshi Amma   | Japan        | 1. Februar 2018 | 31. Januar 2019 |
| Tetsu Nagasawa   | Japan        | 1. Februar 2019 | heute           |

### Beste Torschützen
| Saison | Name          | Tore |
| ------ | ------------- | ---- |
| 2016   | Yu In-soo     | 11   |
| 2017   |               |      |
| 2018   | Kiichi Yajima | 9    |
| 2019   | Taichi Hara   | 19   |